# 大中华百合影片公司

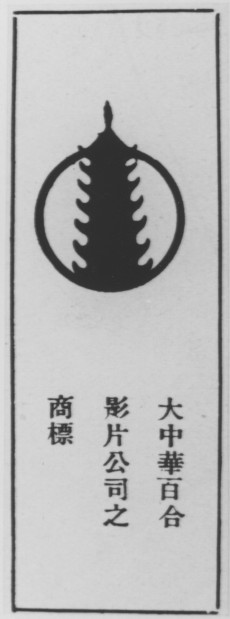
大中華百合影片公司商標

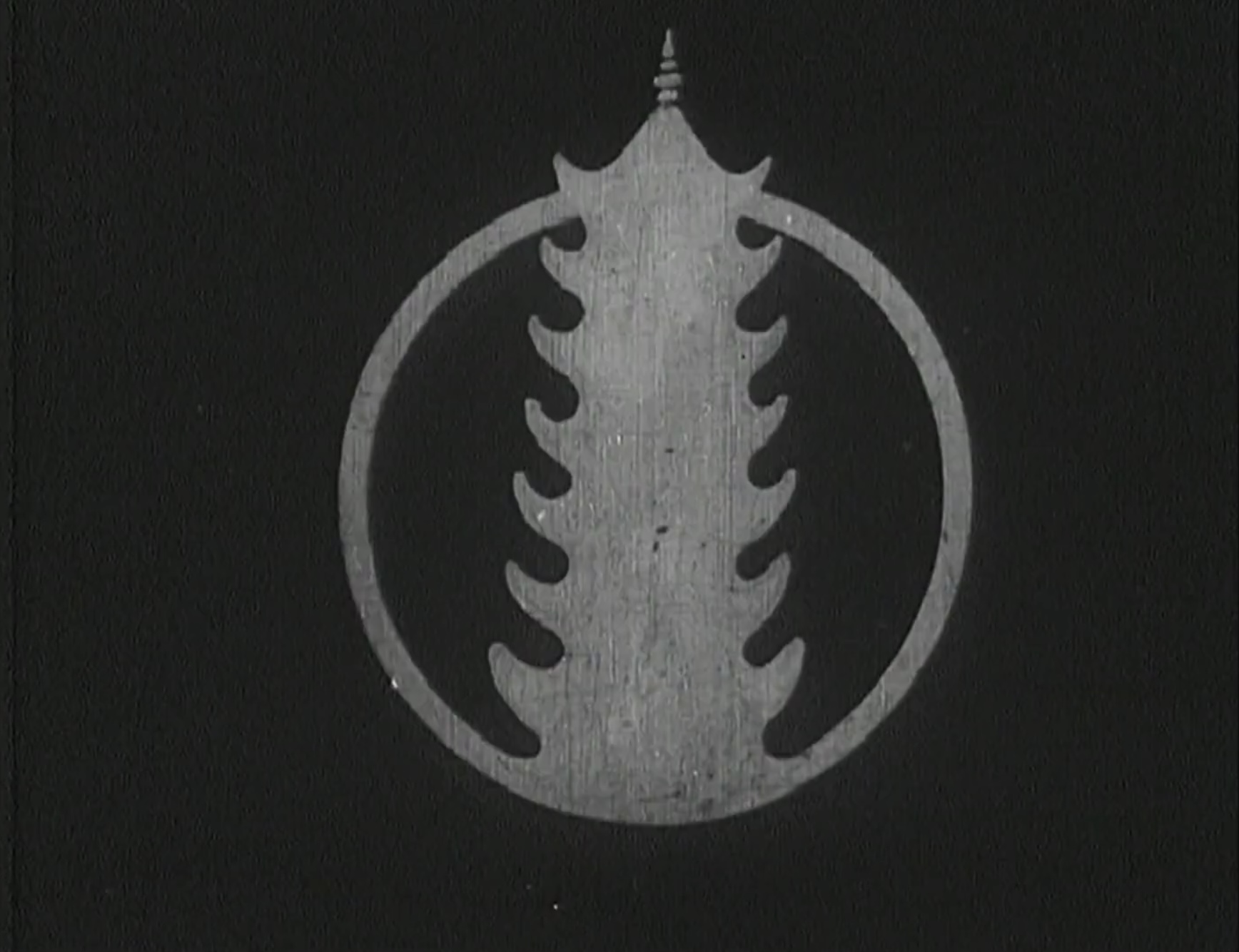
1928年大中華百合影片公司標誌

大中华百合影片公司是1920年代位于上海的民营电影制片企业。
大中华百合影片公司于1925年6月正式成立，由1924年冯镇欧创立的大中华影片公司与朱瘦菊、吴性栽创立的百合影片公司合并而成，合并后吴性栽、冯镇欧出任董事，朱瘦菊出任总经理。
公司有陆洁、史东山、王次龙等编导，周克、余省三等摄影师，以及黎明晖、韩之珍、王云龙等演员。曾拍摄《小厂主》、《风雨之夜》、《透明的上海》、《美人计》、《女海盗》、《马戏女》、《马介甫》、《呆中福》等共55部影片以及《北伐完成记》、《总理奉安》2部纪录片。1929年底停止拍片，1930年8月并入联华影业公司。